# باشگاه فوتبال مونیسیپال لیبریا
باشگاه فوتبال مونیسیپال لیبریا یک تیم فوتبال کاستاریکایی است که در لیگ کاستاریکا بازی می‌کند. این تیم در لیبریا، گواناکاسته مستقر است. ورزشگاه خانگی آنها ورزشگاه ادگاردو بالتودانو بریسنو است.

## افتخارات
- لیگ برتر کاستاریکا: ۱ قهرمانی
- لیگ دسته دوم کاستاریکا: ۲ قهرمانی
- لیگ دسته سوم کاستاریکا: ۱ قهرمانی